# Microquasar
Os microquasares são versões pequenas dos quasares, é um objeto galáctico, uma réplica em pequena escala dos quasares.
Suas características comuns com os quasares são: a emissão variável em rádio, normalmente na forma de jatos  (jet, também chamados jorros de matéria), e um disco de acreção circundante a um buraco negro. Nos quasares, o buraco negro é supermassivo (milhões de massas solares) enquanto que para microquasares o buraco negro tem umas poucas massas solares.
Os microquasares estão formados por uma estrela binária de raios X: uma estrela normal muito massiva e um objeto compacto (muito denso), que pode ser um buraco negro ou também uma estrela de nêutrons. O sistema está ligado gravitacionalmente, orbitando um objeto ao redor do outro. Quando ambas estrelas estão suficientemente próximas entre si se produz transferência de matéria da estrela massiva até o objeto compacto, devido à atração gravitacional. Parte desta energia se libera na forma de feixes de partículas que viajam a velocidades próximas à da luz, produzindo espetaculares emissões de radiação.
O microquasar LS5039 é citado como o mais próximo conhecido da Terra ao ano de 2005.